# 海軍兵学校物語 あゝ江田島
『海軍兵学校物語 あゝ江田島』（かいぐんへいがっこうものがたり ああえたじま）は、1959年9月6日に日本で公開された映画。

## ストーリー
海軍士官を志して広島県・江田島の海軍兵学校に入校した2人の生徒、石川竜太郎と村瀬真一の生き様を描く。ヒロインは、兵学校の文官教官として英語を講じる田口教官の妹、田口由美子。

## スタッフ
- 製作：武田一義
- 企画：藤井浩明
- 原作：菊村到（新潮社・版）
- 脚本：舟橋和郎
- 撮影：秋野友宏
- 録音：三枝康徐
- 照明：久保田行一
- 特殊撮影：築地米三郎
- 美術：髙橋康一
- 編集：名取功男
- 色彩技術：渡辺徹
- 装置：髙橋辰蔵
- 助監督：寺島久
- 製作主任：中島実
- 音楽：木下忠司
- 主題歌：コロムビアレコード
- 協力：海上自衛隊
- 現像：東京現像所（アグファカラー）
- 監督：村山三男

## キャスト
- 石川竜太郎：小林勝彦
- 村瀬真一：野口啓二
- 石川作太郎：南部彰三
- 石川金次郎：桃山太郎
- 石川光子：矢島ひろ子
- 村瀬民蔵：見明凡太朗
- 村瀬きく：三宅邦子
- 村瀬朝子：葉山葉子
- 河村校長：滝沢修
- 学校副官：伊東光一
- 加納教官：伊沢一郎
- 塚越教官：北原義郎
- 土屋教官：浜口喜博
- 田口教官：菅原謙二
- 田口由美子：仁木多鶴子
- 斎藤先生：根上淳
- 佐田分隊伍長：村上文二
- 小暮一号生徒：本郷功次郎
- 八木一号生徒：細川啓一
- 並木一号生徒：黒川清司
- 牧二号生徒：佐々木尚夫
- 高木三号生徒／飯島三号生徒：渡辺鉄弥
- 芳賀三号生徒：三角八郎
- 片岡三号生徒：土方孝哉
- 井手三号生徒：日高渥
- 週番生徒：石井竜一
- ヤミ屋：小杉光史
- 車中の婦人：竹里光子
- 大学生：大川修
- 連れの女優：久保田紀子

| スタブアイコン | サブスタブ | この項目は、まだ閲覧者の調べものの参照としては役立たない、映画に関連した書きかけの項目です。この項目を加筆・訂正などしてくださる協力者を求めています（P:映画/PJ:映画）。 |